# St. Johannes Baptist (Unterdarching)

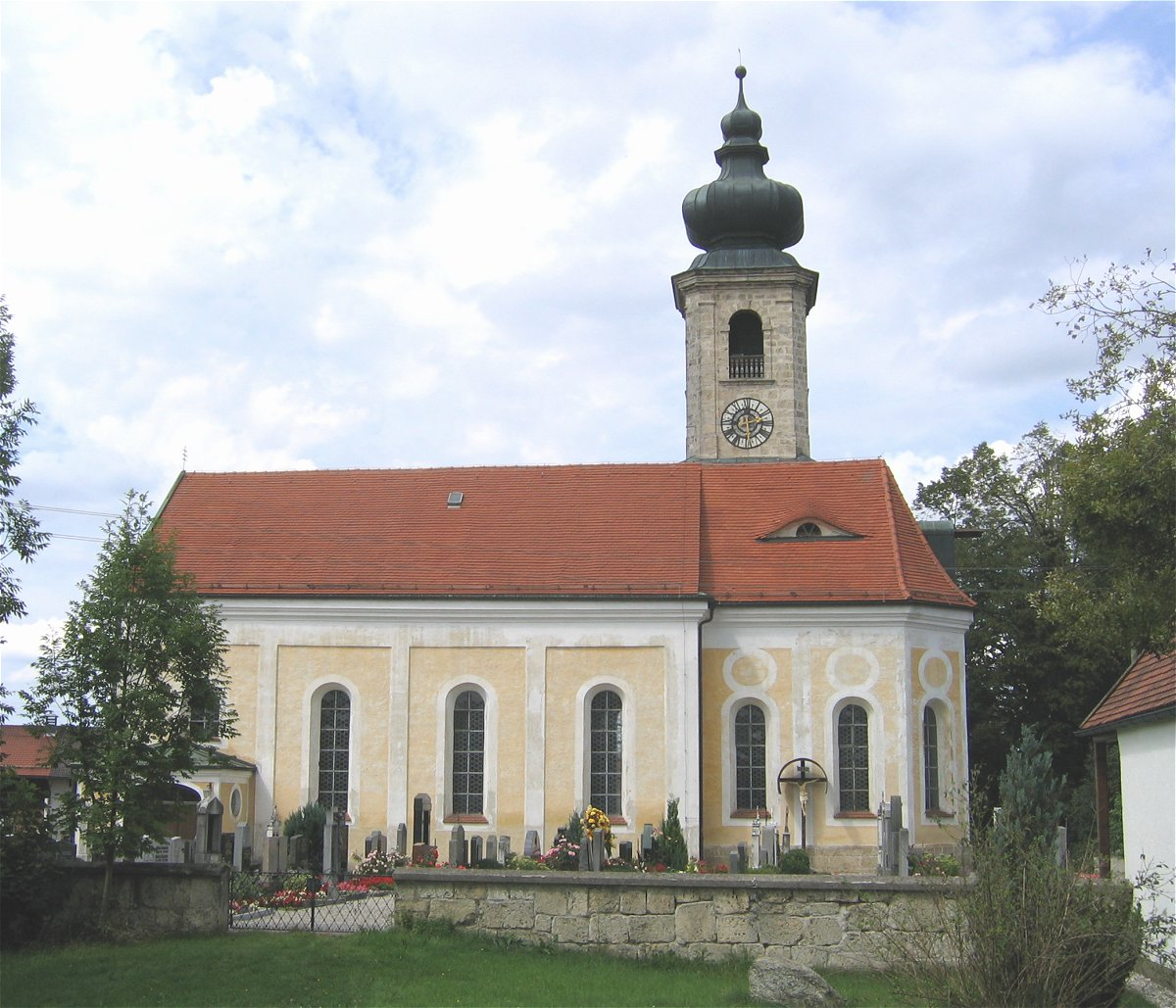
St. Johannes Baptist in Unterdarching

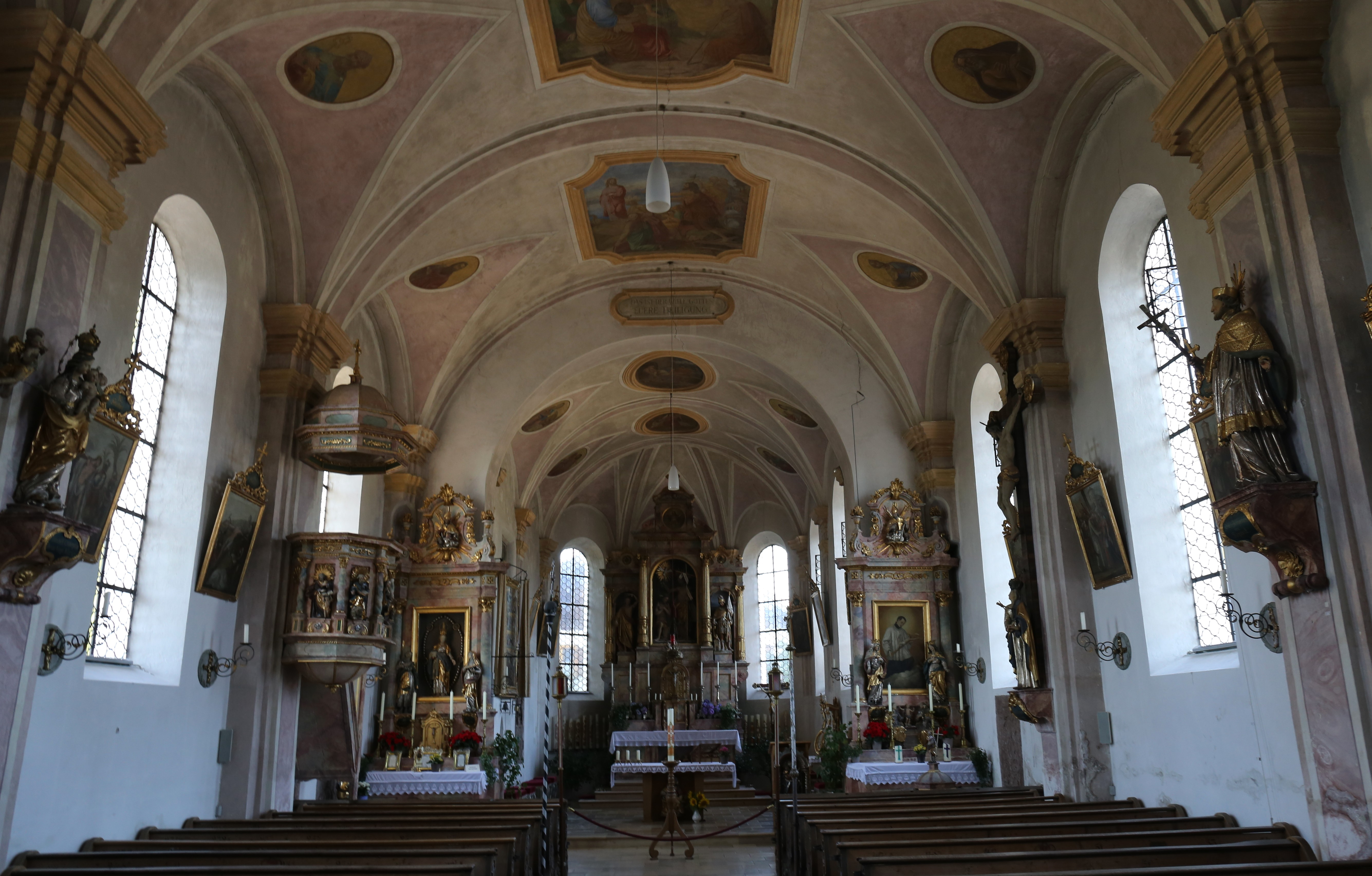
Innenraum

Die römisch-katholische Pfarrkirche St. Johannes Baptist, auch als St. Johannes der Täufer bezeichnet, steht in Unterdarching, einem Gemeindeteil von Valley im oberbayerischen Landkreis Miesbach. Sie ist in der Liste der Baudenkmäler in Valley unter der Nr. D-1-82-133-46 eingetragen. Die Kirche gehört zum Dekanat Miesbach im Erzbistum München und Freising.

## Beschreibung
Die barocke Saalkirche besteht aus dem um 1730 gebauten Langhaus zu vier Jochen, dem eingezogenen, dreiseitig geschlossenen Chor im Osten und dem Chorflankenturm aus Quadermauerwerk an der Nordwand des Chors. Seine oberen Geschosse enthalten die Turmuhr und den Glockenstuhl. Die Welsche Haube wurde ihm 1795 aufgesetzt. 
Das Langhaus ist mit einem Stichkappengewölbe überspannt. Die Deckenmalerei wurde 1877 von Alois Dirnberger ausgeführt. Auf Wandmalereien sind die vier lateinischen Kirchenväter dargestellt. Die Wandmalereien im Chor zeigen die vier Evangelisten. Der von den Skulpturen des heiligen Sebastian und des Florian von Lorch flankierte Hochaltar wurde 1891 von Johann Marggraff gebaut.

## Orgel

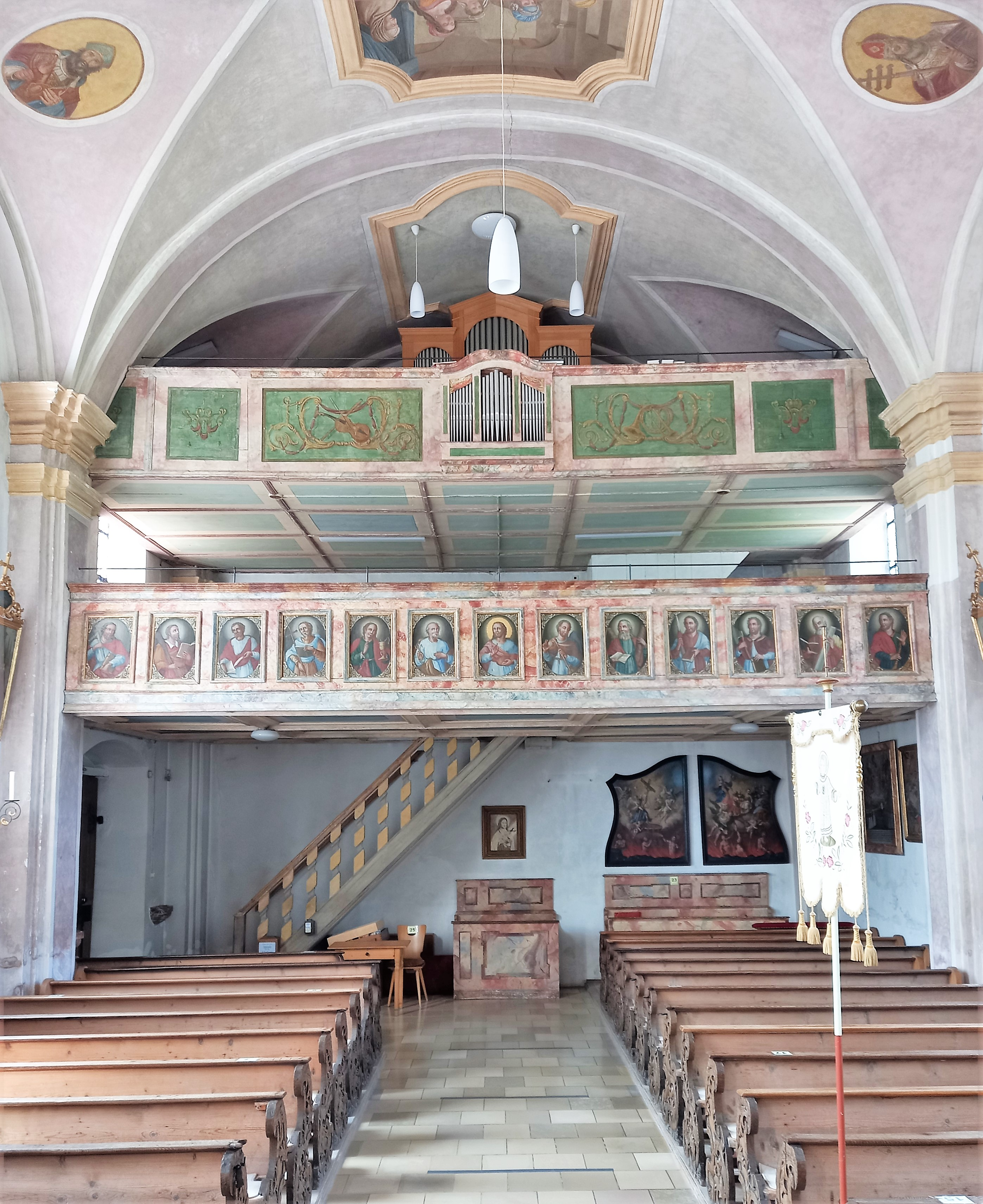
Emporen mit Orgel

Die Orgel mit zehn Registern auf einem Manual und Pedal wurde 1857 von Jakob Müller gebaut. Die Disposition des rein mechanischen Schleifladen-Instrumentes lautet:
| Manual C–f3 |       |
| Principal   | 8′    |
| Gedeckt     | 8′    |
| Gamba       | 8′    |
| Salicional  | 8′    |
| Octav       | 4′    |
| Flöte       | 4′    |
| Quint       | 2 ⁄3′ |
| Mixtur      | 2′    |

| Pedal C–f |     |
| Subbaß    | 16′ |
| Octavbaß  | 08′ |

- Koppel: Pedal fest angekoppelt